# Dromaeolus obtusus
Dromaeolus obtusus är en skalbaggsart som först beskrevs av Blackburn 1885.  Dromaeolus obtusus ingår i släktet Dromaeolus och familjen halvknäppare. Inga underarter finns listade i Catalogue of Life.